# 마크로젠
마크로젠(Macrogen)은 대한민국의 바이오 벤처기업이다.

## 개요
1997년 6월 5일 당시 서울대학교 의과대학 생화학교실 교수이던 서정선이 창업하였다. 바이오 벤처기업으로는 처음으로 2000년 코스닥에 상장되었다. 창업자인 서정선 교수는 창업 동기를 "국립대학 안에서 새로운 실험실을 갖추고 새로운 연구를 과감하게 진행해 나가는 것은 현재로서는 어려운 실정이다. G7 선도과제로 선정된 연구가 스케일이 커짐에 따라 연구소가 아닌 회사가 주도권을 가져야 한다는 권고를 받아 자의 반 타의 반으로 창업하였다"라고 밝혔다. 주요 사업 영역은 DNA 시퀀싱 서비스, 바이오인포매틱스, 올리고칩이나 DNA칩같은 바이오 칩 생산 등이다. 현재 한국에 있는 마크로젠 본사 뿐만 아니라 마크로젠 미국 소마젠, 마크로젠 일본, 마크로젠 유럽 등의 지사와 MGMED, PSOMA 등의 자회사를 가지고 있다. 2025년 4월 대표이사는 서정선, 김창훈이다.

## 연혁[5]
- 1997년 6월 주식회사 마크로젠 설립
- 2000년 2월 코스닥 상장
- 2005년 1월 미주 법인 설립
- 2007년 11월 일본 법인 설립
- 2009년 4월 마크로젠 유럽 지사 설립
- 2015년 12월 Macrogen Corp., MCL과 Axeq Technologies, Inc 흡수합병

## 연구 업적
마크로젠의 연구는 대부분 서울대학교 의과대학 내의 유전체의학연구소(구 유전자이식연구소), 서울대병원과 협력하여 진행된다. 주요 연구 업적으로는 2000년 6월 면역결핍모델 생쥐 및 당뇨병모델 생쥐를 이용하여 국내 최초 동물특허를 획득한 것과, 세계 최초로 Zymomonas mobilis 게놈 분석 결과를 발표한 것을 꼽을 수 있다. 또한 2004년에는 처녀생식으로 태어난 쥐 연구에 마크로젠에서 개발한 DNA chip이 쓰이기도 하였다. 처녀생식 쥐에 관한 논문과 Zymomonas mobilis 게놈 분석에 관한 논문은 다른 연구에도 많이 활용되었다.
2009년 8월에 발표한 한국인 전장 게놈 분석에 관한 논문은 영국 Sanger 연구소의 극찬을 받았으며, 2011년 2월 Nature의 인간 게놈 프로젝트 10주년 기념 특별호에서 "인간 게놈 프로젝트 이후로 주목할만한 유전학적 연구성과"에 꼽혔다. 또한 2010년에는 Nature Genetics에 발표한 아시아인 유전자 복제수 변이지도에 관한 논문은 <Issues in Genetic Medicine: 2011 Edition>에 수록되기도 하였다. 2016년 10월 서울대학교유전체의학연구소와 '세계 최고 정밀도 한국인 표준 유전체(De novo assembly and phasing of a Korean human genome)' 네이처 논문을 발표하였다.

## 같이 보기
- 셀트리온